# Federación de Fútbol de Pakistán
La Federación de Fútbol de Pakistán (PFF) es el organismo rector del fútbol en Pakistán, con sede en Lahore, cerca del Punjab Stadium. Fue fundada en 1947, desde 1948 es miembro de la FIFA y en 1954 ingresó en la AFC. Organiza el campeonato de Liga y de Copa de Pakistán, así como los partidos de la selección nacional en sus distintas categorías.